# Carme Alemany Gómez
Carme Alemany Gómez (Barcelona, 1939-Barcelona, 24 de septiembre de 2021) fue una socióloga y feminista española, pionera en investigaciones sobre mujeres y educación, empleo y tecnología.

## Biografía
Estudió Sociología en la Sorbona en torno al mayo del 68, y cuando regresó a España acabó creando en 1988 su propio centro de estudios, Centre d'Estudis Dona i Societat (CEDIS). 

### Trayectoria investigadora
Desde el CEDIS, participó en algunas de las investigaciones más punteras e innovadoras sobre mujeres y educación, empleo y tecnología. Sus investigaciones se plasmaron en libros y artículos que siguen siendo referentes. Entre ellas, su libro Yo no he jugado nunca con Electro-L, de 1992. Un análisis de la situación de las primeras mujeres estudiantes de Ingeniería de Telecomunicaciones. De interés para incorporar más mujeres a las ingenierías. 
Su aportación al estudio de las mujeres y el empleo en Las mujeres y el trabajo: rupturas conceptuales (1994), acercó a los estudios feministas de la sociología y economía del trabajo de fuera de España. También en 1994 publicó, con otras colaboradoras europeas, Bringing Technology Home, que muestra cómo el androcentrismo presente en la producción de los electrodomésticos.
Creó ella misma un software para el análisis de datos cualitativos antes de que otros programas se hicieran populares.

### Trayectoria feminista
Combinó el activismo feminista con su feminismo profesional, académico —desde fuera de la academia—. Es considerada una referente en el feminismo libertario, una pionera del feminismo de las calles, las asambleas, las manifestaciones y las huelgas feministas. En los últimos 50 años de feminismo, Carme Alemany estuvo allí.